# Silent Storm
Silent Storm è un singolo del cantante norvegese Carl Espen, pubblicato il 18 febbraio 2014. Ha rappresentato la Norvegia all'Eurovision Song Contest 2014, classificandosi all'8º posto nella finale dell'evento. 

## Partecipazione all'Eurovision Song Contest
Il singolo è stato selezionato per partecipare al Melodi Grand Prix 2014, festival musicale norvegese adottato come metodo di selezione nazionale per l'Eurovision Song Contest. A seguito della vittoria in tale festival, il brano ha ottenuto il diritto di rappresentare la Norvegia all'Eurovision Song Contest 2014, ospitato dalla capitale danese, Copenaghen.
Sorteggiata per la partecipazione nella seconda semifinale, la Norvegia si è esibita 3ª, classificandosi 6ª con 77 punti e qualificandosi per la finale, dove, esibendosi 5ª, si è classificata 8ª con 88 punti.

## Tracce
1. Silent Storm – 2:57

## Classifiche
| Classifica (2014) | Posizione massima |
| ----------------- | ----------------- |
| Austria           | 39                |
| Danimarca         | 28                |
| Germania          | 47                |
| Irlanda           | 34                |
| Norvegia          | 37                |
| Paesi Bassi       | 20                |
| Regno Unito       | 97                |
| Svizzera          | 2                 |